# أدمير حسنشيتش
أدمير حسنشيتش مواليد 29 نوفمبر 1970 في جمهورية البوسنة والهرسك الاشتراكية، جمهورية يوغوسلافيا الاشتراكية الاتحادية، هو لاعب كرة قدم بوسني دولي سابق كان يلعب كمهاجم مع نادي شيليك زينيتشا ونادي ساراييفو في البوسنة والهرسك، نادي رييكا ونادي زغرب في الدوري الكرواتي الممتاز وهابويل بتاح تكفا في إسرائيل. لعب خلال مسيرته 272 مباراة سجل خلالها 89 هدفاً.

## المسيرة الاحترافية

### أندية لعب لها
- نادي رييكا
- نادي زغرب
- نادي ساراييفو

## الإنجازات
حقق أدمير 46 هدفا في الدوري الكرواتي في 147 مباراة، وخلال تواجده مع نادي رييكا كان أكثر لاعب أجنبي توج بلقب الهداف. وهو أيضا ثاني هداف في الدوري الكرواتي الممتاز منذ عام 1992.

## روابط خارجية
- أدمير حسنشيتش على موقع قاعدة بيانات كرة القدم.إي يو (الإنجليزية)
- أدمير حسنشيتش على موقع ناشيونال فوتبول تيمز (الإنجليزية)
- أدمير حسنشيتش على موقع عالم كرة القدم.نت (الإنجليزية)